# دوغ غلانفيل
دوغ غلانفيل (بالإنجليزية: Doug Glanville)‏ هو لاعب كرة قاعدة أمريكي، ولد في 25 أغسطس 1970 في هاكينساك في الولايات المتحدة.

## وصلات خارجية
- دوغ غلانفيل على موقع دوري كرة القاعدة الرئيسي (الإنجليزية)
- دوغ غلانفيل على موقعبيزبول رفرنس.كوم (الدوري الرئيسي) (الإنجليزية)
- دوغ غلانفيل على موقعبيزبول رفرنس.كوم (الدوري الثانوي) (الإنجليزية)
- دوغ غلانفيل على موقع إي إس بي إن.كوم (أم.أل.بي) (الإنجليزية)
- دوغ غلانفيل على موقع مشجعي الرسوم البيانية (الإنجليزية)